# Reshmie Oogink
Reshmie Shari Oogink (née le 26 octobre 1989 à Almelo) est une taekwondoïste néerlandaise.

## Carrière
Elle remporte dans la catégorie des moins de 72 kg la médaille de bronze à l'Universiade d'été de 2009.
Dans la catégorie des moins de 73 kg, elle est médaillée de bronze à l'Universiade d'été de 2015, aux Championnats d'Europe de taekwondo 2016, à l'Universiade d'été de 2017 et aux Championnats du monde de taekwondo 2017.
Elle est éliminée en quarts de finale du tournoi de taekwondo aux Jeux olympiques d'été de 2016 dans la catégorie des plus de 67 kg par l'Américaine Jackie Galloway.